# Saint-Jean-de-Beauregard
Saint-Jean-de-Beauregard è un comune francese di 280 abitanti situato nel dipartimento dell'Essonne nella regione dell'Île-de-France.

## Società

### Evoluzione demografica
Abitanti censiti